# Station Frankfurt (Main) Hauptwache
Frankfurt (Main) Hauptwache, is een station in de Duitse stad Frankfurt am Main, onder Frankfurts belangrijkste winkelstraat, de Zeil. Het station ligt aan de ondergrondse S-Bahnverbinding City-Tunnel Frankfurt. Het station is genoemd naar de nabijgelegen Hauptwache, een monumentaal gebouw in barokke stijl waar voorheen de schutterij en een gevangenis waren gehuisvest. Dagelijks telt het station ongeveer 181.000 in- en uitstappers, waarmee het is de op twee na drukste station in Frankfurt is.
Het ondergrondse station heeft drie niveaus. Op het eerste niveau zijn een aantal winkels. Op het tweede niveau stoppen de metrolijn U6 en U7, en de S-Bahn lijnen S1, S2, S3, S4, S5, S6, S8 en S9. Op het laagste niveau stoppen de metrotreinen van de lijnen U1, U2 en U3.  

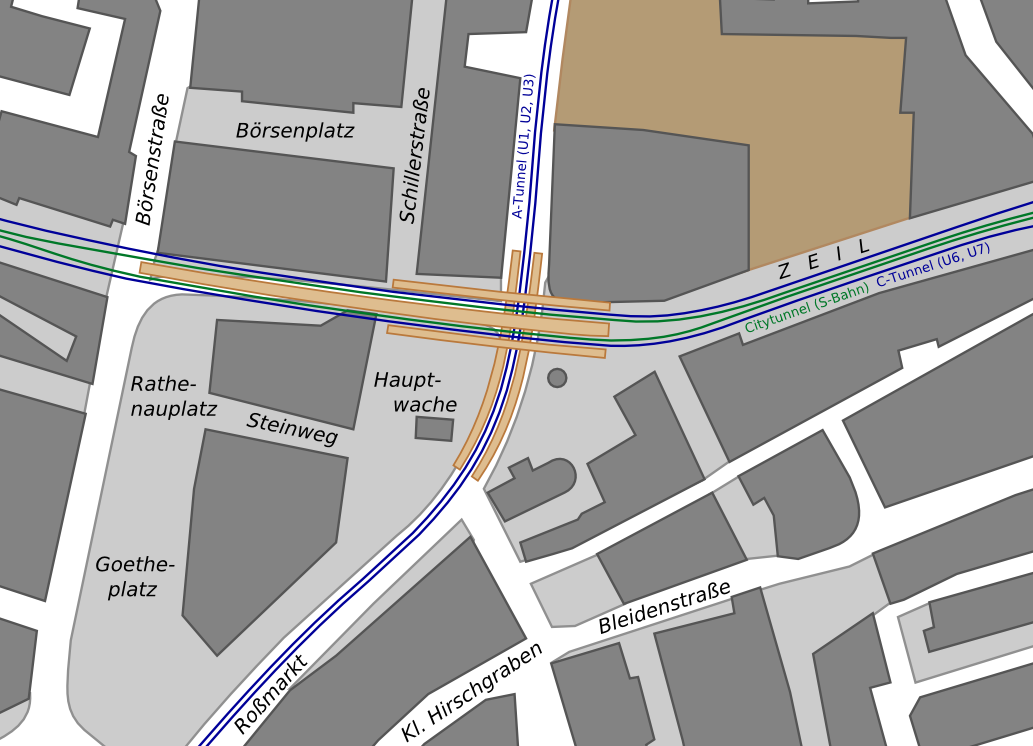
Kaart van het metrostation Hauptwache

## Naam
Het metrostation is vernoemd naar een barok gebouw dat op een plein boven het station staat. Het Hauptwache-gebouw werd gebouwd in 1730 en werd gebruikt als gevangenis, vandaar de naam die zich vertaalt als "hoofdwachthuis". Tegenwoordig wordt het plein rondom het gebouw ook wel "Hauptwache" (formeel: An der Hauptwache) genoemd. 

## Geschiedenis van het station
In 1961 stemde de gemeenteraad van Frankfurt in met de aanleg van een U-Bahn-netwerk. De bouw begon in 1963 op een lijn tussen de Nordweststadt (een nieuwe woonwijk in de noordwestelijke buitenwijken) en het stadscentrum. Het eerste gedeelte opende in 1968 van Nordweststadt naar Hauptwache, dat het eindpunt van de lijn was tot 1973, toen het naar het zuiden werd uitgebreid tot Theaterplatz, nu Willy-Brandt-Platz. Deze lijn (bekend als route A) wordt nu gebruikt door treinen op de lijnen U1-U3 en U8. In 1986 werd de oost-west route C geopend, die wordt gebruikt door treinen op de lijnen U6 en U7.
Deutsche Bundesbahn beloofde in 1962 een S-Bahn-netwerk aan te leggen, maar er werd geen nieuwe lijn geopend tot 28 mei 1978, toen het eerste deel van de stadstunnel van het centraal station naar Hauptwache werd geopend. Hauptwache was het eindpunt van de S-Bahn tot 1983, toen de lijn werd verlengd tot Konstablerwache, aan de andere kant van de winkelstraat Zeil. In 1986 werd de tramlijn richting Hauptwache gesloten.  
Dit artikel of een eerdere versie ervan is een (gedeeltelijke) vertaling van het artikel Bahnhof Frankfurt (Main) Hauptwache op de Duitstalige Wikipedia, dat onder de licentie Creative Commons Naamsvermelding/Gelijk delen valt. Zie de bewerkingsgeschiedenis aldaar.
Messe · Galluswarte · Hauptbahnhof · Taunusanlage · Hauptwache · Konstablerwache · Ostendstraße · Lokalbahnhof · Südbahnhof · Mühlberg · Westbahnhof · Flughafen Fernbahnhof · Flughafen Regionalbahnhof